# Gisela Sengl

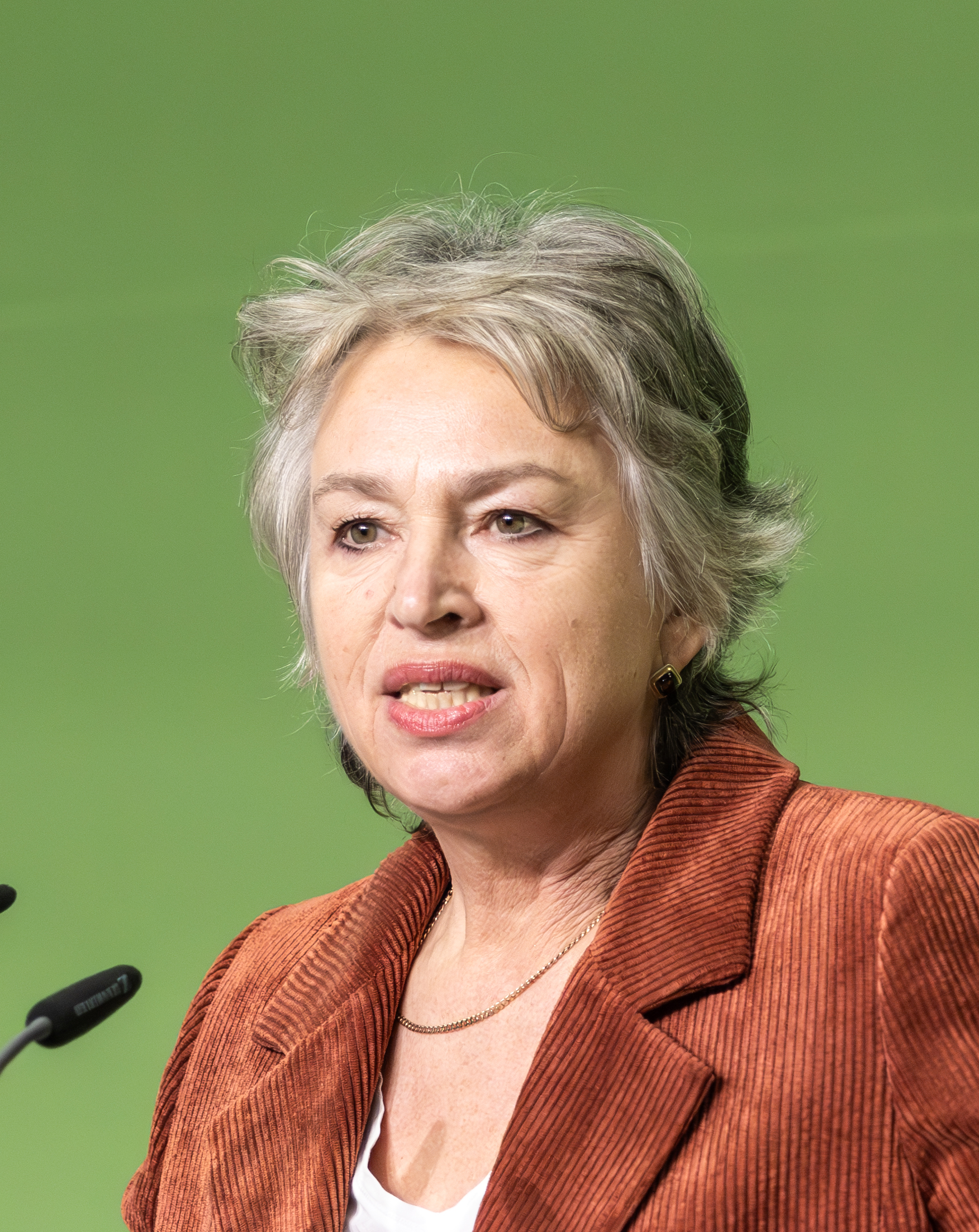
Gisela Sengl, Dez 2024

Gisela Sengl (* 21. Juli 1960 in München) ist eine deutsche Politikerin (Bündnis 90/Die Grünen). Von 2013 bis 2023 war sie Mitglied des Bayerischen Landtags. Seit dem 27. Januar 2024 ist sie Landesvorsitzende der Grünen in Bayern.

## Biografie
Gisela Sengl ist gelernte Landschaftsgärtnerin und bewirtschaftet gemeinsam mit ihrem Mann einen Demeter-Gemüsehof in der Region Traunstein. Seit 2001 betreibt sie selbständig den zum Hof gehörenden Bioladen in Sondermoning. Zusätzlich absolvierte sie von 2007 bis 2009 bei der IHK nebenberuflich eine Aufstiegsfortbildung zur Wirtschaftsfachwirtin.
Seit 1984 arbeitet sie bei den Grünen mit und trat 1998 in die Partei ein. Von 2000 bis 2002 war sie Vorstandssprecherin des Kreisverbandes Traunstein. Seit 2010 ist sie Vorstandssprecherin des Ortsverbandes Chiemsee-Ost und als Beisitzerin im Kreisvorstand.
Bei der Landtagswahl in Bayern 2013 zog sie über die Liste im Wahlkreis Oberbayern als Abgeordnete in den Bayerischen Landtag ein und wurde zur agrarpolitischen Sprecherin der Bündnis 90/Die Grünen-Fraktion gewählt. Ebenso wie 2013 kandidierte sie auch bei der Landtagswahl in Bayern 2018 im Stimmkreis Traunstein und wurde erneut über die oberbayerische Bezirksliste gewählt. In der 18. Wahlperiode war Sengl Mitglied des Ausschusses für Ernährung, Landwirtschaft und Forsten. Außerdem war sie stellvertretende Fraktionsvorsitzende der Grünen-Fraktion. Bei der Landtagswahl 2023 kandidierte sie erneut, erreichte aber kein Mandat.
Auf einem Landesparteitag im Januar 2024 trat sie bei der Wahl der beiden Landesvorsitzenden zunächst gegen die amtierende Vorsitzende Eva Lettenbauer an und unterlag ihr mit 47,98 Prozent der Stimmen. Anschließend kandidierte sie gegen den ebenfalls amtierenden Vorsitzenden Thomas von Sarnowski und war hier mit 50,93 Prozent der Stimmen erfolgreich.

## Familie
Sengl ist verheiratet und hat drei Kinder.